# Ademir Lucas Gomes
Ademir Lucas Gomes (Esmeraldas, 29 de setembro de 1943) é um advogado e político brasileiro filiado ao Podemos (PODE).

## Biografia
Formou-se em direito em 1969 pela UFMG e iniciou sua carreira política em 1978, no PMDB, quando foi eleito deputado estadual e tornou-se líder do governo de Tancredo Neves na Assembleia Legislativa. Logo que foi fundado o PSDB, em 1988, Ademir filiou-se ao partido. Reelegeu-se em 1982 e 1986.
Em 1988, foi eleito prefeito de Contagem. Em 1994, foi eleito deputado federal, sendo reeleito em 1998. Em 1996, Ademir Lucas tentou voltar à prefeitura, mas foi vencido no primeiro turno por Newton Cardoso, ex-governador que, na época, já acumulava dois mandatos como prefeito de Contagem.
Em 2001, foi eleito novamente prefeito de Contagem. No ano de 2006, elegeu-se novamente deputado estadual.